# 神戸市立友が丘中学校
神戸市立友が丘中学校（こうべしりつともがおかちゅうがっこう）は、兵庫県神戸市須磨区にある公立中学校。

## 校区
- 多井畑東町
- 友が丘1-9丁目
- 道正台1丁目
- 南落合1-4丁目
- 横尾9丁目（県道神戸三木線以西）
- 竜が台1丁目（うち1-8番地）

## 部活動

### 運動部
- 野球部
- サッカー部
- 男子卓球部
- 女子ソフトテニス部
- 女子バスケットボール部
- 女子バレーボール部

### 文化部
- 吹奏楽部
- 美術部
- 情報科学部

## 制服
- 冬服はブレザー、カッターシャツ、スラックスor吊りスカート
- 夏服はカッターシャツ、スラックスor吊りスカート

## 交通アクセス
- 名谷駅より約1.2km、妙法寺駅より東へ1.5km。
- 妙法寺出入口より西へ約1.5km。